# دوزیورد
دوزیورد (به لاتین: Düzyurd) یک منطقه مسکونی در جمهوری آذربایجان است که در شهرستان گدابیگ واقع شده است. دوزیورد ۲۰۹۱ نفر جمعیت دارد.